# Elizabeth Ann Scarborough
Elizabeth Ann Scarborough (Kansas, 23 de marzo de 1947) es una escritora estadounidense adscrita a los géneros de la ciencia ficción y fantasía. Su novela The Healer's War —que se basa en sus experiencias en Vietnam— le hizo acreedora del Premio Nébula de 1989.
Estudió enfermería y trabajó para el Ejército de los Estados Unidos en la guerra de Vietnam y en Alaska, donde se radicaría durante 18 años tras su retiro; fue aquí donde escribió su primer libro, además de estudiar historia. Ha colaborado con Anne McCaffrey, conocida por ser la creadora de Dragonriders of Pern, producir las series Petaybee Series, Acorna Series y The Barque Cat series.

## Obras
Serie Songs From the Seashell Archives
- Song of Sorcery (1982)
- The Unicorn Creed (1983)
- Bronwyn's Bane (1983)
- The Christening Quest (1985)

Songsinger saga
- Phantom Banjo (1991)
- Picking the Ballad's Bones (1991)
- Strum Again? (1992)

Serie Nothing Sacred
- Nothing Sacred (1991)
- Last Refuge (1992)

Serie Pataybee (con Anne McCaffrey)
- Powers That Be (1993)
- Power Lines (1994)
- Power Play (1995)

Serie Godmother
- The Godmother (1994)
- The Godmother's Apprentice (1995)
- The Godmother's Web (1998)

Serie Acorna (con Anne McCaffrey)
- Acorna's People (1999)
- Acorna's World (2000)
- Acorna's Search (2001)
- Acorna's Rebels (2003)
- Acorna's Triumph (2004)

Serie Channeling Cleopatra
- Channeling Cleopatra (2002)
- Cleopatra 72 (2004)

Otras novelas
- The Harem of Aman Akbar (1984)
- Drastic Dragon of Draco, Texas (1986)
- The Goldcamp Vampire (1987)
- The Healer's War (1988)
- Carol for Another Christmas (1996)
- The Lady in the Loch (1998)